# Denise Karbon
Pour les articles homonymes, voir Karbon.
Denise Karbon, née le 16 août 1980 à Bressanone, est une skieuse alpine italienne, notamment spécialisée en slalom géant. Elle a remporté la médaille d'argent du slalom géant lors des Championnats du monde de 2003 puis une médaille de bronze dans la même discipline aux Championnats du monde de 2007. Lors de la saison 2008, elle remporte la Coupe du monde de slalom géant avec 5 succès sur 7 courses disputées.

## Biographie
Denise Karbon est née le 16 août 1980 à Bressanone, son père Arnold étant moniteur de ski alpin, elle monte et apprend à monter sur ses skis dès l'âge de trois ans. À 17 ans, elle dispute ses deux premières courses en coupe du monde à Bormio le 6 et 10 janvier 1998 à l'occasion de deux slaloms géant. La même année, elle participe à ses premiers championnats du monde junior à Megève et termine neuvième de l'épreuve du géant. L'année suivante en 1999, elle devient championne du monde junior dans l'épreuve de slalom géant disputée en France au Pra Loup le 10 mars 1999 et termine septième en slalom. Enfin à ses troisièmes championnats du monde juniors en 2000 au Canada, elle perd son titre en géant et rate le podium en slalom en terminant quatrième.
Elle intègre véritablement le groupe italien en Coupe du monde qu'en 2000 en disputant les slaloms et les géants et rentre pour la première fois dans les points à Serre Chevalier lors d'un géant où elle termine à la seizième place le 4 décembre 1999 et atteint pour la première fois le top 10, elle dispute cette année-là onze géants et neuf slaloms. Sur la saison 2000, ses performances la placent au 27e rang du classement du slalom et au 18e rang du classement du géant.
Elle poursuit son apprentissage en 2001 et 2002 où elle est irrégulière dans ses résultats, tout d'abord en 2001 où elle atteint à deux reprises la 6e place en géant (Sestrières et Maribor) et participe à ses premiers Championnats du monde mais ne parvient pas à se classer dans les trente premières, puis en 2002 où elle ne se classe qu'une fois dans le Top 10 (9e à Cortina d'Ampezzo), cependant elle est sélectionnée pour les Jeux olympiques de 2002 dans les épreuves de slalom (éliminée en première manche) et de géant (14e place).
En 2003, elle passe un palier le 18 décembre 2002 en obtenant son premier podium en coupe du monde lors du slalom géant de Semmering en terminant troisième (derrière sa compatriote Karen Putzer et la Croate Janica Kostelić), performance qu'elle réédite à Åre puis une seconde place le 16 mars 2003 à Lillehammer de nouveau derrière Karen Putzer lors des finales de coupe du monde, ces performances lui permettent de prendre la sixième place au classement du géant en fin d'année. Entre-temps, lors des championnats du monde de 2003, elle crée un exploit en devenant vice-championne du monde du géant à Saint-Moritz (devancée par la suédoise Anja Pärson). Attendue en 2004, elle confirme et remporte enfin sa première course en coupe du monde à Alta Badia en géant, elle réalise d'autres performances dont deux autres podiums à Park City et Sestrières (les deux toujours en géant) et termine à la seconde place du classement de géant cette année-là. En revanche, elle se blesse en septembre 2004 en stage au Chili au ligament croisé du genou gauche et  doit faire l'impasse sur la saison 2005, manquant les Championnats du monde de 2005 qui avaient lieu en Italie à Bormio.
Elle fait son retour lors de la saison 2006 avec en ligne de mire les Jeux olympiques de 2006 de Turin, elle ne rentre qu'à deux reprises seulement dans les points en Coupe du monde et, retenue pour l'épreuve du géant aux JO, elle ne parvient pas à terminer sa seconde manche. Lors de la saison suivante en 2007, elle renoue avec le succès en obtenant un podium (3e) à Cortina d'Ampezzo en géant puis réussit à obtenir une nouvelle médaille lors des Championnats du monde de 2007 à Åre, une médaille de bronze derrière Nicole Hosp et Maria Pietilae-Holmner le 13 février 2007. Elle termine 15e au classement du géant sur l'année en raison de performances irrégulières et d'une absence lors des dernières épreuves à cause d'une fracture à la malléole de la cheville droite le 2 mars.
En 2008, elle remporte sa seconde course en Coupe du monde avec le géant de Sölden qui ouvre la nouvelle saison de coupe du monde devant Julia Mancuso et Kathrin Zettel. Invaincue lors des trois slaloms géants suivants, l'Italienne n'est battue que lors de l'épreuve de Maribor remportée par l'Autrichienne Elisabeth Görgl. Elle renoue avec le succès à Ofterschwang malgré un retard important concédé en première manche et une main dans le plâtre à cause d'une fracture du pouce.
En 2014, elle met fin à sa carrière sportive.

## Palmarès

### Jeux olympiques d'hiver
| Épreuve / Édition | Salt Lake City 2002 | Turin 2006 | Vancouver 2010 | Sotchi 2014 |
| Slalom géant      | 14e                 | Abandon    | 23e            | Abandon     |
| Slalom            | Abandon             | -          | 18e            | -           |

### Championnats du monde
| Épreuve / Édition | Sankt Anton 2001 | St-Moritz 2003 | Åre 2007 | Val d'Isère 2009 | Garmisch Partenkirchen 2011 | Schladming 2013 |
| Slalom géant      | Disqualifiée     | Argent         | Bronze   | 4e               | 4e                          | Abandon         |
| Slalom            | Abandon          | 27e            | -        | 4e               |                             |                 |

### Coupe du monde
- Meilleur classement général : 10e en 2008.
- Vainqueur de la Coupe du monde de slalom géant en 2008.
- 15 podiums, dont 6 victoires (6 en slalom géant).

#### Différents classements en Coupe du monde
| Année/Classement | Année/Classement | Général | Général | Descente | Descente | Super G | Super G | Slalom géant | Slalom géant | Slalom | Slalom | Combiné | Combiné |
| ---------------- | ---------------- | ------- | ------- | -------- | -------- | ------- | ------- | ------------ | ------------ | ------ | ------ | ------- | ------- |
| Année/Classement | Année/Classement | Class.  | Points  | Class.   | Points   | Class.  | Points  | Class.       | Points       | Class. | Points | Class.  | Points  |
| 2000             | 2000             | 41e     | 226     | -        | -        | -       | -       | 18e          | 153          | 27e    | 73     | -       | -       |
| 2001             | 2001             | 48e     | 134     | -        | -        | -       | -       | 24e          | 80           | 27e    | 54     | -       | -       |
| 2002             | 2002             | 80e     | 62      | -        | -        | -       | -       | 31e          | 49           | 42e    | 13     | -       | -       |
| 2003             | 2003             | 26e     | 299     | -        | -        | -       | -       | 6e           | 293          | 50e    | 6      | -       | -       |
| 2004             | 2004             | 23e     | 343     | -        | -        | -       | -       | 2e           | 343          | -      | -      | -       | -       |
| 2005             | 2005             | -       | -       | -        | -        | -       | -       | -            | -            | -      | -      | -       | -       |
| 2006             | 2006             | 85e     | 36      | -        | -        | -       | -       | 33e          | 36           | -      | -      | -       | -       |
| 2007             | 2007             | 53e     | 131     | -        | -        | -       | -       | 15e          | 131          | -      | -      | -       | -       |
| 2008             | 2008             | 10e     | 651     | -        | -        | -       | -       | 1er          | 592          | 29e    | 52     | -       | -       |
| 2009             | 2009             | 18e     | 357     | -        | -        | -       | -       | 6e           | 282          | 24e    | 75     | -       | -       |
| 2010             | 2010             | 32e     | 202     | -        | -        | -       | -       | 9e           | 182          | 44e    | 20     | -       | -       |
| 2011             | 2011             | 57e     | 109     | -        | -        | -       | -       | 15e          | 109          | -      | -      | -       | -       |
| 2012             | 2012             | 53e     | 136     | -        | -        | -       | -       | 14e          | 136          | -      | -      | -       | -       |
| 2013             | 2013             | 60e     | 109     | -        | -        | -       | -       | 21e          | 109          | -      | -      | -       | -       |
| 2014             | 2014             | 63e     | 83      | -        | -        | -       | -       | 21e          | 83           | -      | -      | -       | -       |

#### Victoires
|           | Slalom géant                                       | Total |
| --------- | -------------------------------------------------- | ----- |
| 2003-2004 | Alta Badia                                         | 1     |
| 2007-2008 | Sölden Panorama Lienz Spindleruv Mlyn Ofterschwang | 5     |
| Total     | 6                                                  | 6     |

### Championnats du monde junior de ski alpin
- Pra Loup 1999 :
  -  Médaille d'or en slalom géant.

### Coupe d'Europe
- 5 podiums.

### Championnats d'Italie
- Championne de slalom géant en 2000, 2008 et 2012.
- Championne de slalom en 2002.